# L'Agence Alice ou la Sécurité des ménages
Pour plus de détails, voir Fiche technique et Distribution.
L'Agence Alice ou la Sécurité des ménages est un film muet français réalisé par Georges Monca, sorti en 1911.

## Fiche technique
- Titre : L'Agence Alice ou la Sécurité des ménages
- Réalisation : Georges Monca
- Scénario : Maurice Kéroul
- Photographie :
- Montage :
- Société de production : Société cinématographique des auteurs et gens de lettres (S.C.A.G.L)
- Société de distribution : Pathé Frères
- Pays d'origine :  France
- Langue : film muet avec les intertitres en français
- Métrage : 185 mètres
- Format : Noir et blanc — 35 mm — 1,33:1 — Muet
- Genre :  Comédie
- Durée : 6 minutes
- N° de catalogue Pathé : 4735
- Dates de sortie : 
  - France : 1911

## Distribution
- Mistinguett : Alice
- Émile Mylo
- Roger Monteaux